# الرهبانية اللبنانية المارونية

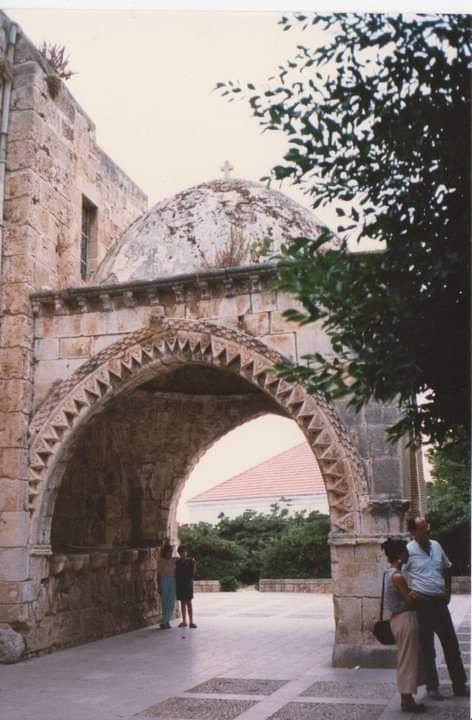
دير مار يوحنا مرقس جبيل، الرهبانية اللبنانية المارونية

الرهبانية اللبنانية المارونية هي رهبانية تأسست في العاشر من تشرين الثّاني سنة 1695 على يد ثلاثة شبّان موارنة من حلب وهم: عبد الله قرألي، جبرائيل حوّا ويوسف البتن. وكانوا قد توشحوا بالإسكيم الرهباني (الزي الرهباني) من يد البطريرك اسطفانوس الثاني بطرس الدويهي، في حدث يعتبره المسيحيون ذكرى مميّزة في تاريخ الرهبانية والكنيسة المارونية معا.

## التأسيس
تأسَّسَت الرهبانية اللبنانية المارونية عام 1695. وجاءت كنتيجة لعمل رهباني تجديدي قام به ثلاثة شبان ينحدرون من عائلات مارونية عريقة الحسب والتقوى. رغبوا في الترهب فقدموا من مدينة حلب إلى جبل لبنان في عام 1693 قاصدين بذلك دير سيدة قنوبين الذي كان قد تحول إلى الكرسي البطريكي الماروني منذ عام 1440. فباركهم البطرريك اسطفان الدويهي بعد أن مثلوا أمامه وأسرُّوا إليهِ بدعوتهم ورغبتهم في خوض الحياة الرهبانية.  شرح لهم الدويهي صعوبة الحياة الرهبانية في أماكن فقيرة وغير آمنة، وهم أبناء رغد وكنف. ومع إصرارهم وتصميمهم  وهب لهم «دير مرت مورا» وهو أحد أقدم الأديار القديمة في لبنان ومن أشهرها في التاريخ الديني، وأوّل كرسي لمطرانيّة إهدن، ومنه أبصرت النور الرهبانيّة اللبنانيّة المارونية.
كانت فترة إقامة الشباب في «دير مرت مورا» اختبارا لهم، وصلوا بعد عودتهم منه إلى قرارِ تأسيسِ منظّمة رهبانيَّة؛ أتت كنوعٍ جديدٍ ومختلفٍ عن طريقة الترهُّب السائدة في ذاك الزمن. ألبسهم اسطفانوس الدويهي الإسكيم الرُّهباني في 10 تشرين الثاني من عام 1695، وتعيَّن هذا التاريخ محطّة تأسيسيّة، وصار موعدا رسميّا لعقد المجامع الرهبانيّة العامّة، التي كانت بانتهائها تُنتَخَبُ السلطةُ التي تُعيِّن الرؤساء. التحق جبرائيل فرحات بالمؤسِّسين في نهاية السنة، وتم انتخاب جبرائيل حوّا ليكون رئيسا عليهم. واتُّخذ دير مُرت مورا مقرّاً للرئاسة العامّة.